# Havøysund
Havøysund est le centre administratif de la kommune de Måsøy, en Norvège. Il comptait en 2005 1 138 habitants. Situé sur l'île d'Havøya, il est relié au continent par le pont de Havøysund. Escale sur le trajet du Hurtigruten entre Hammerfest et Honningsvåg.

## Notes et références

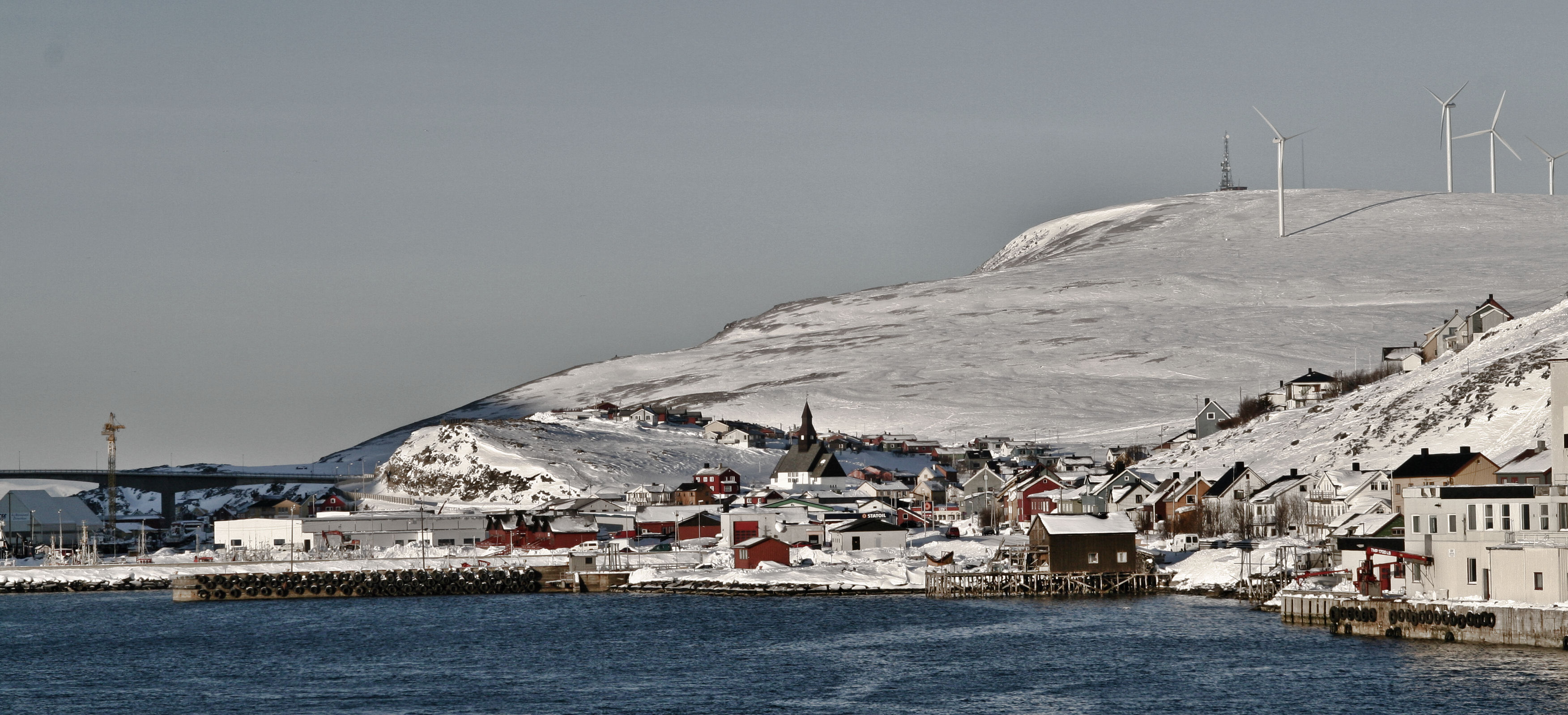
Vue de Havøysund en hiver